# Nicht die 80er
Nicht die 80er ist ein Kurzfilm von Marleen Valien. Die romantische Komödie feierte im Januar 2022 beim Filmfestival Max Ophüls Preis ihre Premiere.

## Handlung
Lucy lebt alleine und liest am liebsten Kochbücher. Weil sie einen jungen Mann im Haus irgendwie süß findet, hat sie damit angefangen, Sachen zu bestellen, die sie eigentlich gar nicht braucht, in der Hoffnung er würde sie für sie annehmen. Eines Tages klingelt er an ihrer Tür, und der junge Mann bringt bei ihr einen riesigen Stapel Pakte vorbei. Er heißt Anton, und sofort fällt ihm Lucys kleine Haarlocke an ihrer Schläfe auf, die so schön fällt, als wäre sie im Meer gewesen.
Sie verabreden sich per Nachrichten an ihren nebeneinanderhängen Briefkästen zum Fisch-Essen. Als sie ihm mitten im Restaurant unvermittelt einen Kuss gibt, glaubt Anton, es sei nun der richtige Zeitpunkt, ihr zu sagen, dass er HIV-positiv ist. Lucy kann sich kaum mehr daran erinnern, was sie über die Sache früher einmal gehört hat.
Anton versucht sie zu beruhigen und erzählt ihr, dass er dank seiner täglichen Tabletteneinnahme andere nicht infizieren könne. Seit den 1980ern, als die Krankheit ausbrach, habe sich bei den Behandlungsmöglichkeiten viel getan. Weil Anton das Gefühl hat, es sei eine doofe Idee gewesen, ihr das beim Essen zu erzählen, geht er gleich nach dem Bezahlen. Als er fort ist, träumt Lucy sich aus, wie sie ihm draußen ihr kleines Geheimnis verrät, sie möge gar keinen Fisch, und ihn küsst.
Eigentlich hat sich Anton vorgenommen, künftig keine Pakete mehr für Lucy anzunehmen. Als es in den nächsten Tagen bei ihm klingelt, steht sie, diesmal aber ganz ohne irgendwelche Tricks, bei ihm vor der Tür.

## Produktion

### Filmstab und Inspiration
Regie führte Marleen Valien, die gemeinsam mit Ludwig Meck, Christine Duttlinger und ihrem Kameramann Max Rauer auch das Drehbuch schrieb. Es handelt sich nach den Kurzfilmen Hot Dog und Ein kleiner Schnitt um Valiens dritte Regiearbeit. Der Film ist von der künstlerischen Arbeit von Christopher Klettermayer inspiriert. Der Autor, Fotograf und Künstler arbeitete bis zu seiner HIV-Diagnose im Jahr 2014 als Fotojournalist und Modefotograf. Ab diesem Zeitpunkt fokussierte er seine Arbeit auf das Virus und verwandte Themen wie Sexualität, sexuelle Gesundheit und Männlichkeitskonstrukte und nutzte anfangs hierfür seinen Künstlernamen „Philipp Spiegel“. Klettermayer beteiligte sich auch an der Kampagne der Deutschen AIDS-Hilfe „N=N“. Die Abkürzung bezieht sich auf die „Nicht nachweisbare Viruslast“. Zahlreiche Studien haben bewiesen, dass die durch eine Therapie erzeugte, geringe Viruslast keine Ansteckung von HIV beim Geschlechtsverkehr ermöglicht.

### Besetzung und Dreharbeiten
Merlin Rose und Deniz Orta spielen in den Hauptrollen Anton und Lucy. Rose spielte zuvor in Filmen wie Hot Dog, A Gschicht über d’Lieb und Wir können nicht anders, Orta war in Serien wie Dogs of Berlin und in einer der beiden Hauptrollen in Mehmet Akif Büyükatalays Film Oray zu sehen.
Die Aufnahmen entstanden an sechs Tagen in Berlin. Als Kulisse für das Restaurant, in das Lucy und Anton Essen gehen, diente das Bar-Restaurant Weser 58 in der Weserstraße 58 in Berlin-Neukölln. Wie bei Ein kleiner Schnitt arbeitete Valien neben Rauer als Kameramann wieder mit Vreni Sarnes als Filmeditorin zusammen.

### Veröffentlichung
Erste Vorstellungen des Films erfolgten ab 19. Januar 2022 beim Filmfestival Max Ophüls Preis. Im April 2022 wurde er beim Filmfest Dresden und bei Sehsüchte gezeigt. Im Juni 2022 wurde er beim Tribeca Film Festival vorgestellt. Im Juli 2022 wurde er beim Guanajuato International Film Festival gezeigt. Im August 2022 erfolgten Vorstellungen beim Fünf Seen Filmfestival. Im Oktober 2022 wurde er beim Cambridge Film Festival gezeigt und im November 2022 beim Internationalen Kurzfilmfestival Berlin. Anfang März 2023 wurde er beim Miami Film Festival vorgestellt.

## Auszeichnungen
Achtung Berlin Filmfestival 2022
- Nominierung im Wettbewerb Kurzfilme[11]

Filmfest Dresden 2022
- Nominierung im Nationalen Wettbewerb
- Auszeichnung mit dem Publikumspreis im Nationalen Wettbewerb[12][13]

Filmfestival Max Ophüls Preis 2022
- Nominierung im Wettbewerb Kurzfilm[1]

Fünf Seen Filmfestival 2022
- Nominierung für den Kurzfilmpreis[14]

Internationales Kurzfilmfestival Berlin 2022
- Nominierung im Deutschen Wettbewerb[9]

HollyShorts Film Festival 2022
- Lobende Erwähnung Kodak Shot on Film[15]

Miami Film Festival 2023
- Auszeichnung mit dem Goya Quick Bites Short Film Award[16]